# Pseudofeces
Pseudofèces, Pseudofaeces
Les pseudofèces (pseudofeces ou pseudofaeces) sont une forme d'excrétat et d'égestat (aussi dits « rejets pré-ingestifs »), uniquement produite par certains annélides et mollusques filtreurs (bivalves et gastéropodes).

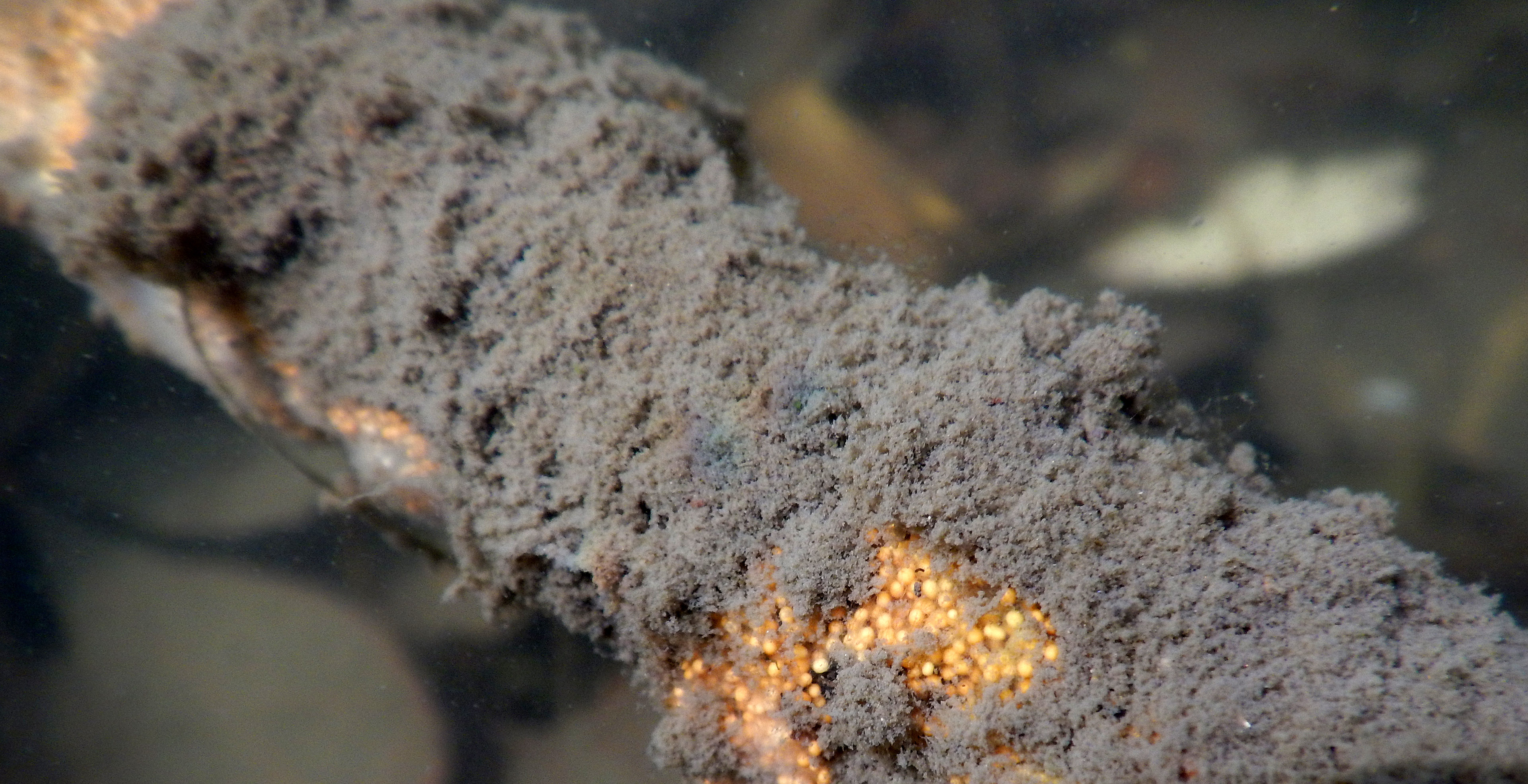
Gemmules (petites sphères orangées) de l'éponge d'eau douce spongilla lacustris presque entièrement recouverts (en quelques mois) par la « pluie » de pseudofèces de moule zébrée (ici dans une zone particulièrement zone lentique d'un canal eutrophe et souvent très turbide (Moyenne-Deûle, dans le nord de la France).

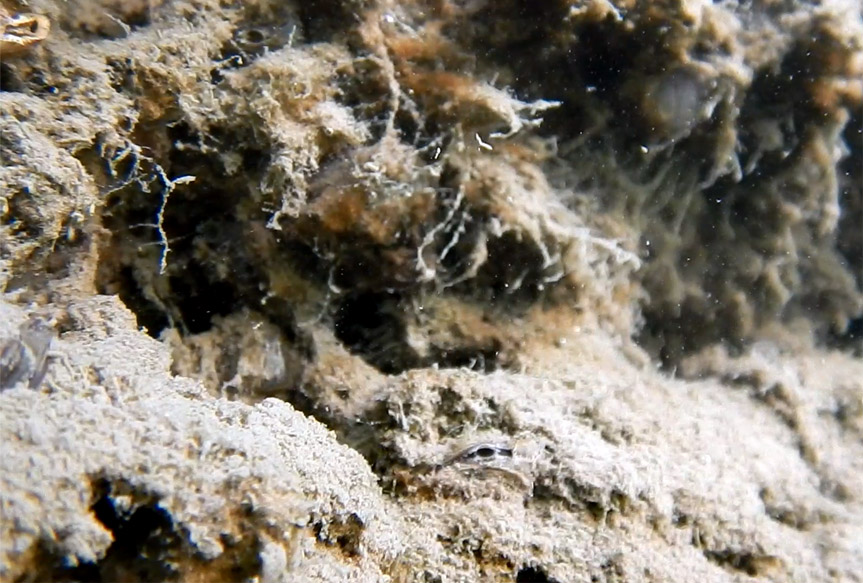
Quelques bryozoaires, algues et bactéries filamenteuses contribuent à fixer les pseudofèces sur la colonie verticale de moules.

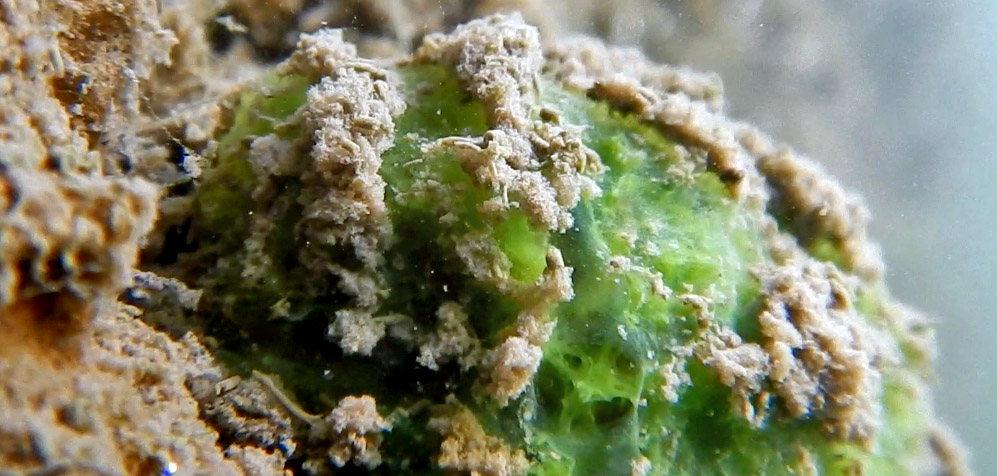
La couleur verte de cette éponge d'eau douce est due à une symbiose avec une microalgue qui vit dans l'éponge même. Le dépôt de pseudofèces ici émises par des moules situées au-dessus de l'éponge intercepte une partie de la lumière nécessaire à ces algues, et du flux d'eau nécessaire au plein développement de l'éponge.
Rem : cette éponge peut entrer en compétition (pour l'espace sur le substrat) avec les moules et parfois enrober quelques moules voire des dizaines de moules et en quelques mois les tuer.

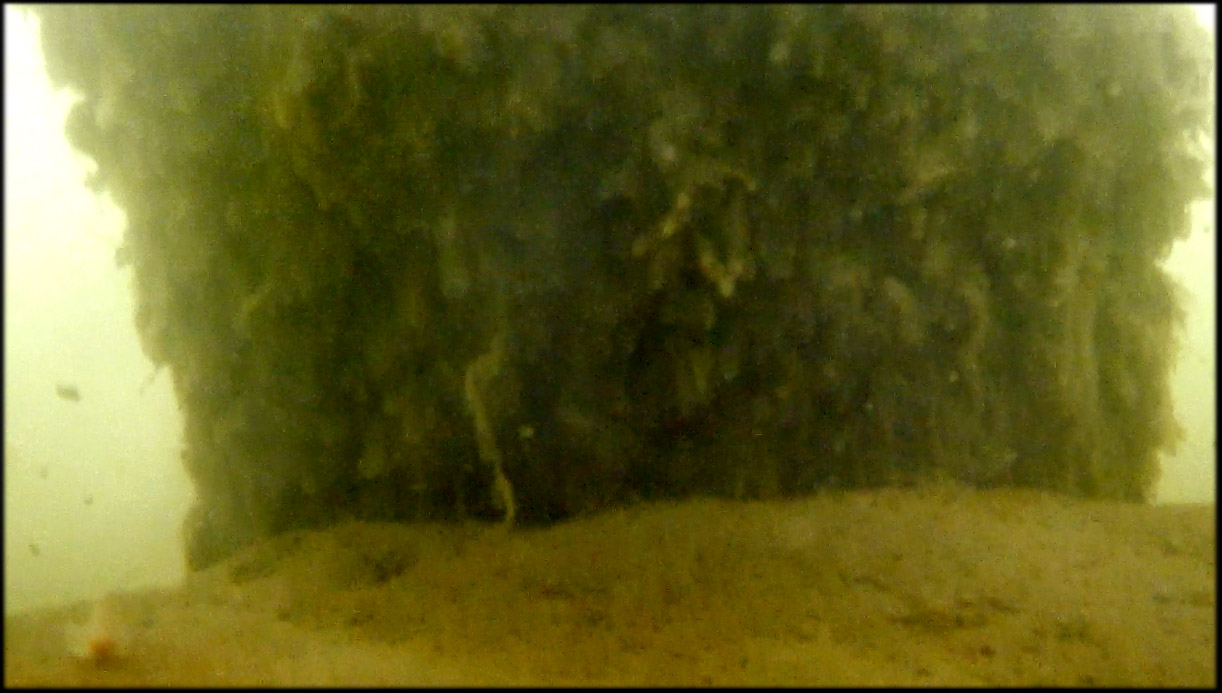
« Bio-dépôt » (de plusieurs dizaines de centimètres d'épaisseur) de vase, en grande partie constitué de fèces et pseudofèces produits par les moules d'eau douce (moule zébrée) qui ont colonisé ce pieux de bois (situé dans la zone lentique d'un canal turbide (Moyenne Deûle) du nord de la France).

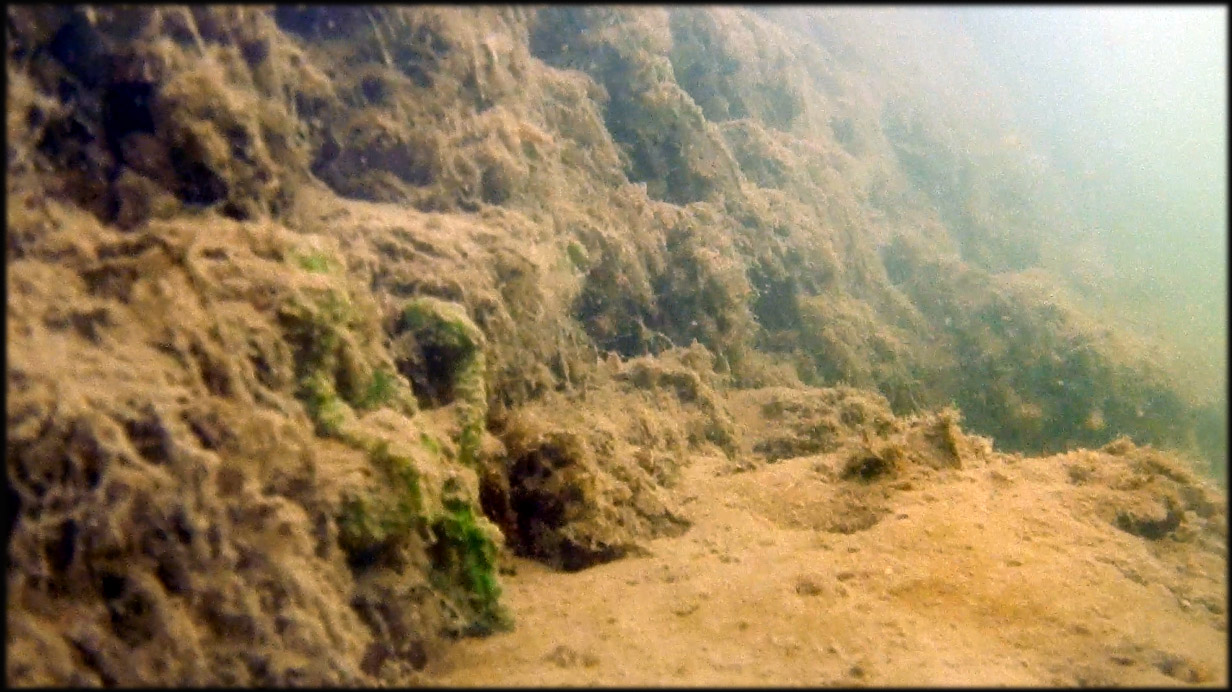
Accumulation de vase au pied d'un mur de canal couvert de moules zébrée, espèce capable de produire une quantité importante de pseudofèces.

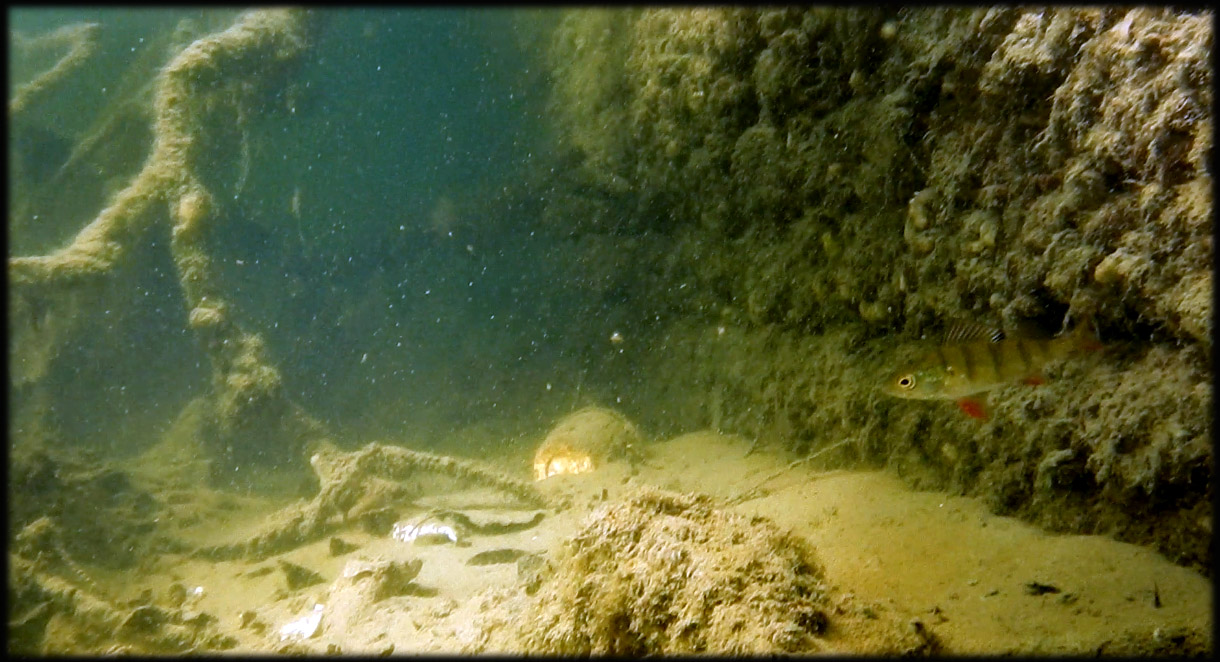
Accumulation de vase au pied d'une paroi ombragée par un arbre et couverte de moules zébrées.

Les pseudofèces ressemblent aux fèces (excréments) stockés dans le fond de la cavité du bivalve, également agglomérées par un mucus sécrété par la moule, mais seules les pseudofèces seront expulsées sous une forme floconeuse dans le milieu extérieur (sans avoir à passer par le tube digestif ; cet excrétat n'est donc pas un véritable excrément, d'où le nom « pseudofèces », qui signifie « faux excréments »).
La production de pseudofèces contribue au bon tri des particules se présentant dans la « cavité du manteau ». Elle correspond à l'élimination - avant ingestion par la bouche - de la fraction minérale de la matière en suspension (seston), puis au rejet différentiel des particules non-alimentaires).
Cette opération dépend beaucoup de la qualité alimentaire de la charge de particules inhalée par le mollusque, et elle joue un rôle considérable dans le bilan énergétique de l'animal.
Parce qu'enrichies en mucus, les pseudofèces contribuent à la production d'un sédiment fin (biodéposition) un peu moins anoxique et un peu plus "cohérent" (moins susceptible d'être remis en suspension que s'il était uniquement composé de particules fines minérales) que s'il n'y avait pas eu filtration du seston par des bivalves.
Parce qu'elle est une réponse aux conditions environnementales de vie de l'animal, une production subite ou inhabituellement élevée de pseudofèces peut avoir une valeur en termes de Bioindication.

## Fonctions biologiques et écologiques
Plusieurs fonctions liées à la production de pseudofèces sont observées :
- Fonction sanitaire : C'est la première des fonctions envisagées par le biologiste : L'évacuation des pseudofèces (en même temps que les fèces) débarrasse périodiquement la « cavité du manteau » de l'animal de particules non alimentaires introduites avec l'eau inhalée par l'organisme et filtrées par les branchies, qui peuvent éventuellement contenir des parasites, des toxines ou abriter des bactéries ou virus dangereux pour le mollusque ;
- Fonction d'aide à la respiration : En éliminant cette matière encombrante (et susceptible d'abriter des bactéries consommatrices d'oxygène), le mollusque limite le colmatage des branchies et de la cavité intérieure, tout en améliorant sa capacité respiratoire ;
- Fonction régulatrice de la digestion : la capacité de la glande intestinale à digérer les matières nutritives est améliorée, car le tube digestif est ainsi protégé de particules qui pourraient l’encombrer voire l’endommager ; « Le rôle de la taille des particules et des palpes labiaux dans la sélection préingestive sont confirmés par des analyses en vidéo-endoscopie »[4]. 
Les pseudofèces n'apparaissent qu'au-delà d'une certaine concentration en matières en suspension (MES). Ceci laisse supposer que « cette production de pseudofèces diminue lorsque la qualité alimentaire est élevée (…) Le bilan réalisé sur la matière organique particulaire indique donc que chez l'huître japonaise, les mécanismes régulateurs tendent au maintien d'un taux d'absorption organique constant »[5].
En cas de teneur excessive de l'eau en nourriture, les pseudofèces servent aussi à éliminer la nourriture excédentaire (qui sans cela risquerait de se décomposer dans la cavité du manteau)[6]
- Fonction de camouflage : Les mollusques qui produisent le plus de pseudofèces par unité de surface occupée sont coloniaux. Dans les colonies de moules ou d'huîtres situées dans un environnent à faible courant et riche en matière en suspension, ces pseudofèces peuvent parfois contribuer à camoufler les coquilles et siphons de moules (voir photo ci-contre), stimuler la croissance du périphyton qui les camoufle également, et peut être rendre les bivalves ainsi moins appétents pour d'éventuels prédateurs.
- Fonction dans la compétition pour l'espace : Dans le cas de colonies de mollusques, l'accumulation de pseudofèces sur le substrat pourrait dans une certaine mesure limiter la fixation ou la vitesse de croissance d'autres organismes fixés (éventuellement concurrents) et en particulier d'éponges ou d'autres organismes fixés sur le substrat proche ; on constate ainsi qu'en eau douce les éponges de type Spongilla ne sont pas colonisées par les algues et bactéries épiphytes, mais qu'elles ne savent pas se débarrasser des flocons de pseudofèces qui les recouvrent (quand c'est le cas) ;
- Fonctions écosystémiques (ou de type interactions durables). Des bio-feedbacks (effets rétroactifs positifs) ont aussi été pressentis puis détectés, notamment au sein des interactions entre bivalves (qui sont considérées comme des espèces-ingénieur[7], bioconstructrices ou facilitatrices) et microalgues. 
- « la production de pseudofèces représente un surcroît de dépense énergétique pour le métabolisme »[8], une hypothèse a donc été qu'elle apporte aussi des avantages écologiques au bivalve, voire aux communautés adjacentes. Par exemple, on a estimé en 2007 que les environ six milliards de palourdes vivant dans la zone subtidale peu profonde de l'estuaire du fleuve Colorado filtrent environ cinq fois le débit total du fleuve[7]. Ce faisant, les palourdes contribuent à augmenter la couche de vase riche en matières organiques, mais transforment les fines particules en suspension en flocons de matières fécales et de pseudo-fèces, ce qui rend l'eau beaucoup plus transparente[7]. Même si les palourdes ne "travaillaient" qu'à mi-temps, leur débit total de filtration dépasserait le débit du fleuve, y compris durant la crue printanière annuelle[7]. 
- En outre, il semblait possible que - dans un milieu naturel non pollué et exposé à la lumière - les pseudofèces et les fèces libérées dans l'eau par un mollusque filtreur puissent favoriser la production des microalgues dont les mollusques se nourrissent et qui produisent une partie de l'oxygène dont ils ont besoin[9]. La teneur en nutriments organiques et minéraux et la texture de ces excrétats en font un bon support pour des bactéries qui pourraient en libérer des nutriments inorganiques, lesquels peuvent stimuler la croissance de producteurs primaires tels que les algues planctoniques dont les bivalves filtreurs se nourrissent. 
- Des chercheurs se sont demandé si la minéralisation du biodépôt composé des pseudofèces (riches en mucus) et des matières fécales pouvait favoriser la croissance de microalgues ; Selon une étude expérimentale basée sur des tests de croissance algale, le mucus enrobant les pseudofèces et les fèces des huîtres creuses Crassostrea gigas (Thunberg) favorise effectivement la croissance d'au moins neuf micro-algues marines : Prasinophyceae (Nitzschia suecica (Butcher) et huit Diatomophyceae ; Amphora sp. (Ehrenberg), Chaetoceros sp. (Ehrenberg), Entomoneis alata (Ehrenberg), Haslea ostrearia (Simonsen), Nitzschia acicularis (Wm Smith), Nitzschia closterium (Wm Smith), Nitzschia gandersheimiensis (Krasske) et Skeletonema costatum (Cleve)[9]. 
L'une des expériences a consisté à "alimenter" des huîtres uniquement avec des particules non nutritives (inorganiques) et à une concentration bien plus élevée que le seuil de production de pseudofèces[9]. Une fraction des pseudofèces et des fèces ainsi produites a ensuite été introduite dans des milieux de culture contenant une population monospécifique d'algue. Les tests de croissance algale ont démontré que le mucus stimulait effectivement la croissance de quatre des neuf espèces étudiées : Chaetocerossp, Haslea ostrearia, Nitzschia suecica et Nitzschia gandersheimiensis. parmi ces algues, Haslea ostrearia et les Chaetoceros sp. ont été les plus stimulées, et chez ces dernières la biomasse algale était nettement plus élevée avec du mucus provenant de pseudofèces que celui provenant des fèces. 
L'analyse des composants dissous libérés par le mucus a montré un enrichissement significatif en phosphore inorganique ; et l'adjonction d'un antibiotique à l'eau suggère que ce phosphore est libéré dans l'eau par simple désorption/solubilisation, sans nécessiter de dégradation du mucus par des bactéries[9]. 
- En 2003, B. Cognie a confirmé un effet environnemental élargi des bio-dépôts de certains bivalves, dont le mucus stimule la croissance de certaines espèces d'algues nourricières des mollusques. Il existe en outre une reviviscence des microphytes rejetées dans les pseudofèces et dans les fèces. Ainsi, l'alimentation sélective de l'huître Crassostrea gigas a selon lui un impact significatif sur la diversité spécifique des peuplements naturels de microphytes des zones où elle s'alimente[4].

## Interactions avec l'environnement naturel ou anthropisé
Envasements : Là où elles sont très abondantes et où le courant est faible (situation qui peut concerner certains secteurs secteurs mytilicoles), les pseudofèces peuvent contribuer à la formation accélérée d'épaisses couches de vase au pied du récifs coquilliers sauvages ou de plateaux ou pieux de mytiliculture. Cette vase riche en bactéries hétérotrophes (et donc très appauvrie en oxygène), éventuellement polluée, peut contribuer à asphyxier les mollusques et autres organismes qui tenteraient de croître au pied de ce récif ou aux pieds d'une paroi couverte de moules (berge de canal à faible courant) ou d'un pieu couvert de moules, en particulier dans les canaux fermés ou à faible courant, les lagunes…
Cycle des nutriments : Le mollusque ne peut pas parfaitement séparer les particules non nutritives des autres ; ses pseudofèces contiennent donc quelques particules nutritives et seront un support nutritif pour des colonies bactériennes, qui seront elles-mêmes consommées par des protozoaires. Les pseudofèces et fèces jouent notamment un rôle, encore incomplètement compris dans le cycle du phosphore.
Cycle des polluants : Si l'eau est polluée par des substances adsorbée sur les particules en suspension, ou que le mucus du mollusque peut capter (via des protéines spécialisées), les pseudofèces contiendront une partie des polluants qui ont été inhalées dans l'eau ou avec les particules par le mollusque. 
L’expulsion régulière de pseudofèces est l'un des processus de détoxication des mollusques à coquilles, mais il en existe au moins un autre : les mollusques à coquille peuvent aussi se débarrasser de certains métaux toxiques en les « intégrant » dans leur coquille, grâce à une catégorie particulière de protéine (les métallothionéines). 
Dans ces deux cas, l'animal se détoxique, mais sans que le polluant soit définitivement inerté : dans le cas des pseudofèces, il sera concentré dans la vase, au détriment d'une partie des espèces qui y vivent (mais au bénéfice des espèces de pleine eau dont le milieu de vie a été amélioré). L'intégration de métaux lourds ou métalloïdes dans la coquille est un moyen plus durablement efficace, car si une partie des coquilles sera dégradée et transformée en sable coquiller qui relarguera ces métaux (surtout en contexte d'acidification des eaux), une autre partie sera intégrée dans la constitution de roches sédimentaires (puits de carbone géologique).
Effets positifs et négatifs ? Dans la nature, la production de pseudofèces semble constituer l'un des nombreux services écosystémiques produits par la biodiversité des milieux aquatiques, mais quand elle devient trop importante, dont en zone d'élevage de moules ou huîtres, elle pose problème. Ceci a été démontré par diverses études faites depuis les années 1990 par exemple par Barranquet sous les cultures de moules en 1997 dans le golfe de Fos en France, par Mirto & al. (2000) en Mer Tyrrhénienne en Italie, par Chamberlain et al. en 2001 pour les moules élevées sur le littoral Irlandais, par Crawford et al. en 2003 en Tasmanie, par Christensen et al. en 2003 pour les élevages de moules de Nouvelle-Zélande, par Danovaro et al. en 2004 pour la mytiliculture en Adriatique (Italie) ou encore par Harstein et Stevens (2005) en Nouvelle-Zélande... qui ont tous conclu que les pseudofèces et fèces de moule émises dans les zones d'aquaculture à courant lents, contribuent à une surcharge en matière organique plus ou moins bien décomposée au niveau du site aquacole, en plus de la sédimentation accrue des particules fines induite par les interactions des pieux et les tables d'élevage avec le courant.

Ce sédiment parfois trop fin ou trop épais et alors anoxique réduit les populations de pico-eucaryotes au profit de Vibrionaceae, cyanobactéries et de bactéries souvent pathogènes pour l'Homme. Pour Naceur Essid & al. (2007), « les parcs mytilicoles par un rejet continu de pseudo-fèces de moules constituent donc un micro‑écosystème particulier ».

## Occurrence chez les mollusques
Les bivalves présentant ce comportement semblent assez nombreux.
Ils comprennent notamment :
- les huîtres Ostreidae (dont les Crassostrea)[22],[23] ;
- certaines moules d'eau douce (dont en particulier les moules Dreissena)[8] ;
- quelques gastéropodes filtreurs (dont du genre Batillaria) ;
- les Donax (Donacidae) ;
- les Coquilles Saint-Jacques[24] ;
- des patelles vivant en milieux extrêmes, dans les grandes profondeurs sous très hautes pression et près de sources chaudes (patelles de la famille des Lepetodrilidae[25]).

## Quantités
La quantité de pseudofèces expulsées par les bivalves est « étroitement corrélée avec les concentrations de matériel particulaire en suspension ».
Néanmoins des espèces différentes, face à une même turbidité minérale ontdes stratégies différentes : Ainsi, pour des conditions environnementales similaires de teneur de l'eau élevée en particules non-alimentaire, la palourde Ruditapes philippinarum semble réagir en régulant son taux d'ingestion par une forte diminution de son débit palléal alors qu'une autre espèce, Tapes decussatus va produire plus de pseudofèces (Chez ces deux bivalves filtreurs, le débit palléal ne fluctue que peu (1 à 10 % max.) en cas de montée de la température (de 10 °C en 150 minutes), alors qu'une augmentation de la charge particulaire (de 20 mg/L à 500 mg/L en 200 minutes provoque chez R. philippinarum une chute de 90 % du débit palléal au-delà de 350 mg/L, alors que T. decussatus ne réduit ce débit que de moitié quand la charge approche 500 mg/L).

## Processus excrétoire
Les bivalves disposent de deux siphons (respectivement inhalant et exhalant) qui permettent de faire circuler l'eau dans la cavité intérieure de l'animal, essentiellement via l'action des branchies.
Quand le bivalve n'est pas clos, l'eau pénètre dans la cavité du manteau par le siphon inhalant, passe sur les branchies pour être évacuée par le siphon exhalant. Le courant ainsi créé permet d'une part la respiration du mollusque, mais aussi son alimentation et sa reproduction.
La bouche du bivalve est située près des branchies. Elle ingère le plancton nutritif présent en suspension dans le « seston » (l'ensemble des particules vivantes, minérales ou mortes en suspension dans l'eau) préalablement capté sur les marges de la branchie, puis trié par taille et densité dans un système complexe de filtration notamment constitué de rainures ciliées.
Ces particules alimentaires sont orientées vers la bouche par un palpe spécialisé (muni d'une trompe extensible) et par la paire intérieure de palpes qui transfère les particules les plus petites et légères (dont le phytoplancton) à la bouche, via des courants ciliaires.
Lorsque l'eau est très chargée en seston, et que ce dernier est surtout constitué de particules non-nutritives (particules fines, détritus minéraux ou organiques divers, dont microplastiques, etc.) le mollusque doit consacrer plus d'énergie à trier les particules alimentaires des autres. Les particules trop grosses ou trop denses (ou reconnues comme indigestes ?) sont rejetées dans la cavité où un mucus sécrété par le manteau les agglomère en flocons grisâtres. Ce sont les palpes extérieurs qui renvoient ce matériau dans la cavité du manteau où elles se lieront à un mucus qui formera des « flocons » de déchets ; ce sont les pseudofèces. Chez l'huître Crassostrea gigas d'Oléron par exemple, Razet notre qu'« il existe nettement un tri du matériel particulaire en suspension. Les huîtres rejettent préférentiellement le matériel minéral dans les pseudofèces alors que le matériel qui transite dans le tractus digestif est enrichi en matière organique ».
Plasticité adaptative : Il a aussi été démontré que l'Huître présente une grande plasticité morphologique et fonctionnelle des organes palléaux (branchies et palpes labiaux) responsables de la « sélection préingestive ». Ainsi les huîtres creuses de la baie de Bourgneuf (sud de l'estuaire de la Loire) présentaient « des surfaces branchiales plus petites et des palpes labiaux plus grands dans le secteur le plus turbide », ce qui permettrait à la fois une réduction du risque de colmatage des branchies et une augmentation de l'efficacité du « tri préingestif ».
Seuils : Les pseudofèces ne sont produites qu'à partir d'un certain seuil de concentration en seston (seuil qui varie selon l'espèce de mollusque, qui est par exemple d'environ 4,5 mg/L pour l'huître Crassostrea gigas)  mais de 27 mg/L pour la Dreissena polymorpha (moule d'eau douce). Le volume des pseudofèces augmente au-dessus de ces seuils proportionnellement au taux de seston dans l'eau. Des contractions des muscles adducteurs qui ferment la coquille évacuent périodiquement les fèces et les pseudofèces qui sont éjectées dans l'eau environnante.
Consistance : S'il n'y a pas de courant à cet endroit ou à ce moment-là, elles se déposent sur les bivalves voisins ou tombent en « flocons » sur le substrat. Cette consistance floconneuse persiste longtemps, elle évite que les particules ne soient à nouveau filtrées par le bivalve ou les autres bivalves de la colonie le cas échéant.

## Liens avec les activités humaines
Jadis florissantes les populations des récifs d'huîtres sauvages de la baie de Chesapeake filtraient les particules planctoniques et minérales d'un volume d'eau estimé au volume total de l'estuaire tous les trois ou quatre jours. Après les périodes d'orages ou de tempête, ce faisant, elles éclaircissaient aussi rapidement l'eau via leurs pseudofèces.
La déforestation, le labour, l'agriculture industrielle et l'urbanisation croissante ainsi que certaines activités industrielles ont fortement exacerbé le phénomène naturel d'érosion des terres, de même que le ruissellement et en fin l'importation dans les eaux de nombreux polluants chimiques et particulaires.
Les organismes filtreurs aquatiques sont ainsi souvent confrontés à une turbidité anormalement élevée de l'eau, conjointement à une eutrophisation ou dystrophisation chimique qui ne se traduit pas toujours par une augmentation du phytoplancton ou microzooplancton le plus nourrissant, car les matières en suspension sont à la fois une source de turbidité qui empêche la lumière de pénétrer l'eau, au détriment de la photosynthèse. La turbidité diminue aussi le pouvoir désinfectant des UV solaires dans l'eau.
De plus une partie des particules apportées par le ruissellement sont toxiques ou écotoxiques (pesticides, métaux ou métalloïdes, organochlorés, HAP, etc. souvent adsorbés sur des particules fines de terres, des microplastiques, etc.).
Dans ce contexte les organismes filtreurs aspirent inévitablement une charge particulo-minérale croissante (non-nutritive), ainsi que des polluants particulaires qui peuvent les contaminer (avec éventuelle bioaccumulation/bioconcentration).
Ceux qui peuvent produire des pseudofèces vont les rejeter plus rapidement et plus efficacement. Certaines toxines seront en outre plus ou moins durablement inertées dans le mucus spécialisé, ce qui semble être l'un des avantages dans la compétition pour l'espace. Dans les zones qui ne sont pas drainées par un fort courant, ces pseudofèces peuvent cependant s'accumuler en couches de plusieurs dizaines de centimètres, asphyxiant le substrat benthique.

## Mesures en laboratoire ou in situ
La quantification du volume ou de la masse des pseudofèces et fèces peut s'appuyer sur différents méthodes :
- la filtration, le séchage et le pesage des excrêtats produits par une moule transplantée dans un contenant d'eau propre.
- Le rythme d'émission peut être enregistré par une caméra ou un myographe (myogramme) qui mesure la durée et l'intensité de contractions musculaires typiquement associées à ces émissions[32] ;
- la vitesse de production et/ou d'expulsion d'un flocon de pseudofèce peut être évaluée par des marqueurs ou traceurs